# Celeno (harpía)

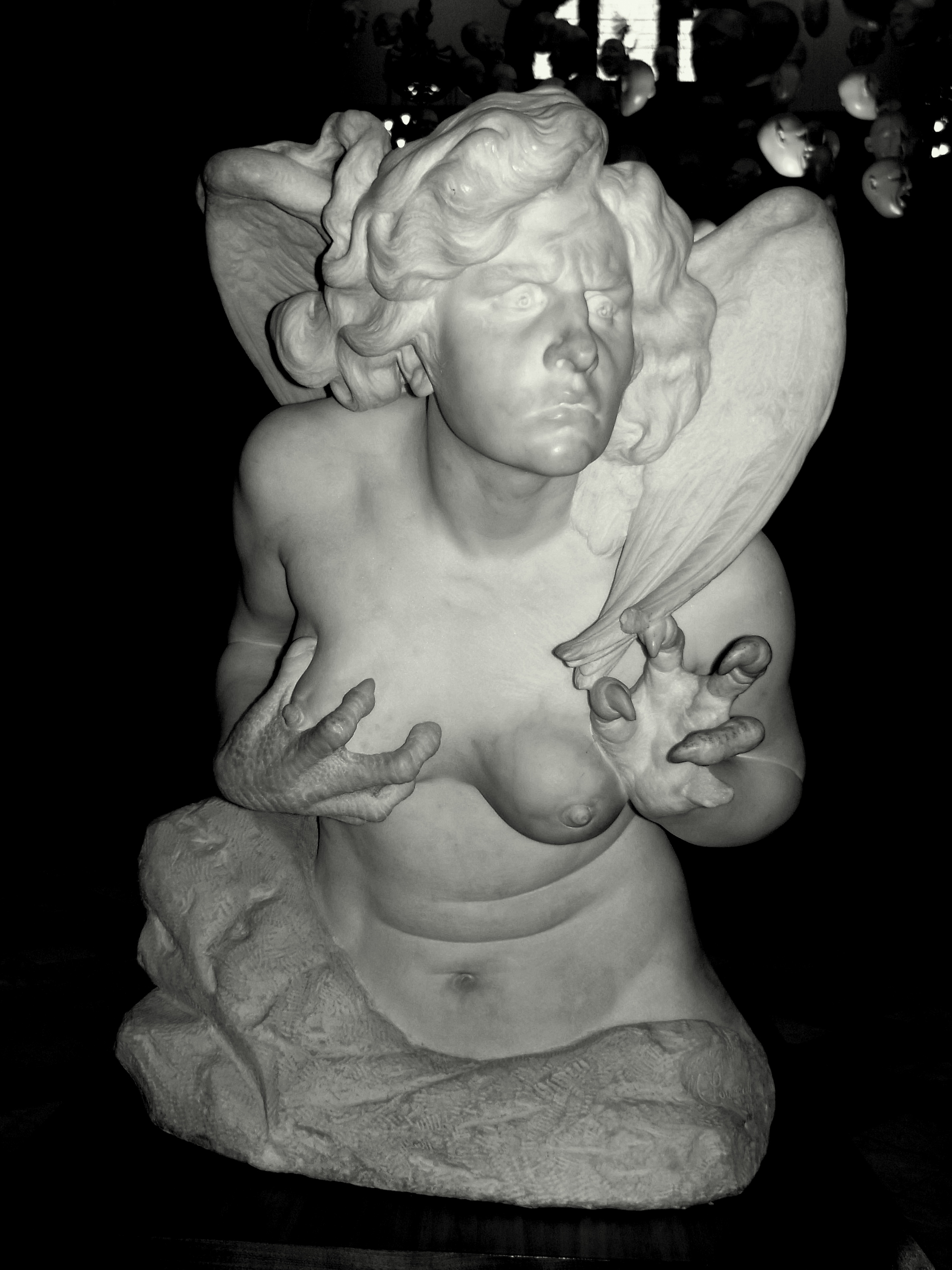
La Arpía Celaeno, mármol, 1902, de Mary Pownall (1862-1937), Galería de arte y museo Kelvingrove, Glasgow.

En la mitología griega, Celeno (en griego: Κελαινό, «oscura») era una de las Harpías. En la Eneida se dice Eneas la conoció en las islas Estrófades. A ella y a sus hermanas se las caracteriza como aves monstruosas con rostro de mujer que emitían horribles chillidos y exhalaban un olor fétido. Cuando Eneas y sus compañeros capturaron novillos y cabras para alimentarse, las harpías se lanzaron sobre ellos para impedirles comer y estos se defendieron atacándolas con las armas. Celeno les profetizó que llegarían a Italia pero no sin pasar gran hambre.